# Farina Jansen
Farina Jansen (* 4. Juni 1981 in München) ist eine ehemalige deutsche Schauspielerin.

## Leben und Wirken
Die Münchner Schauspielerin wurde im Fernsehen durch die Hauptrolle der Andrea Jüstgen in der ZDF-Familienserie Unser Charly bekannt, die sie zwei Jahre lang spielte.
Außerdem war sie als die erste Darstellerin der Franzi Burg in der Reihe Aus heiterem Himmel zu sehen.
Es folgten Episodenauftritte in den Serien SOKO 5113 und Ein starkes Team.

## Filmografie
- 1998: Aus heiterem Himmel (Serie)
- 1999: SOKO 5113 (Serie), Ep. Auge um Auge
- 2000: Unser Charly
- 2000: Für alle Fälle Stefanie (Serie), Ep. Offene Wunden
- 2002: Ein starkes Team – Träume und Lügen (Serie)
- 2003: Die Kinder vom Alstertal